# Збірна Іспанії з футболу
Збірна Іспанії з футболу представляє Королівство Іспанія на міжнародних матчах і турнірах з футболу. Керується і контролюється Федерацією футболу Іспанії.
Команда є однією з найсильніших у світі. Її статус підтримується величезною вагою Іспанської футбольної ліги, у якій грають провідні клуби світу. Водночас не найкращим чином на грі збірної позначалося те, що власне іспанським спортсменам дуже важко пробитися в основний склад провідних клубів, а тільки такі гравці мають право виступати в збірній. Протягом довгих десятиліть іспанський футбол перебував у безперервній кризі. Команда, як правило, проходила відбіркові турніри до фінальних стадій чемпіонатів світу та Європи, але на першостях довго не затримувалася і вище 1/4 фіналу не підіймалася. Тому її стали відносити до постійних невдах. Однак збірна Іспанії стала чемпіоном європейського футбольного турніру 2008, не програвши жодного матчу у фінальному раунді чемпіонату. 
У липні 2008 року Іспанія досягла першого рядка Рейтингу збірних ФІФА ставши першою командою в історії, яка при цьому жодного разу не виграла Чемпіонат світу з футболу. Але 11 липня 2010 року, обігравши у фіналі чемпіонату світу збірну Нідерландів з рахунком 1:0, збірна Іспанії стала чемпіоном світу. Єдиний гол забив Андрес Іньєста. У фіналі чемпіонату Європи з футболу 2012 року на НСК «Олімпійському» в Києві збірна Іспанії захистила титул чемпіонів Європи й удруге поспіль завоювала Кубок Анрі Делоне, перемігши з рахунком 4:0 збірну Італії.

## Історія

### Ранні роки
Слідуючи моделі Футбольної Асоціації Англії, у 1909 Іспанія створила свою власну організацію — Королівську федерацію футболу Іспанії. Дебют збірної Іспанії відбувся на Олімпійських іграх в Антверпені в 1920, де команда завоювала срібло. Перший домашній міжнародний матч збірна провела в 1921 з Бельгією, перемігши з рахунком 2-0. На чемпіонаті світу 1934 року в Італії команда дійшла до 1/4 фіналу.

### 1950— IV місце чемпіонату світу
Після Іспанської громадянської війни та Другої світової війни, на Чемпіонаті світу в 1950 році, збірна здобула успішну перемогу у відбірковому та груповому етапах, потрапивши в фінальну групу, поряд з Уругваєм, Бразилією і Швецією. За регламентом проведення 1950, золото отримувала команда, що зайняла перше місце в фінальній групі; срібло і бронзу — відповідно команди посіли друге та третє місце в групі. Тоді збірна Уругваю вдруге виграла золото. Іспанія, поступившись Бразилії (6:1) і Швеції (3:1), і зігравши зі збірною Уругваю внічию (2:2), зайняла 4-е місце в групі. Це було найкращий виступ Іспанії на Чемпіонатах Світу до 2010. Після цього була тривала перерва, і тільки в 1962 збірна знову змогла пройти кваліфікацію на участь в чемпіонаті світу.

### 1964 — перемога у чемпіонаті Європи
Під керівництвом Хосе Вільялонгі команда приймала у себе Чемпіонат Європи, перемігши у фіналі збірну СРСР і вперше отримавши такий значний міжнародний титул.

### 1976–1988. ЕпохаГордільйо
Далі до 1978 команді не вдавалося взяти участь у світовому турнірі. На жаль, на груповому етапі все й закінчилося. У 1976 Іспанію обрали місцем проведення чемпіонату світу 1982 року. Збірна не виправдала надій, дійшовши тільки до другого кола змагання. Чемпіонат Європи 1984 року приніс команді титул віцечемпіона, коли Іспанія програла у фіналі господарям і фаворитам турніру — збірної Франції. Взявши участь у світовій першості 1986, Іспанія вдруге дійшла до чвертьфіналу.

### 1985–1998. Епоха Субісаррети
Пройшовши груповий етап Чемпіонату світу 1990 року, збірна зупинилася на 1/8 фіналу. Невдача з виходом на Чемпіонат Європи 1992 року компенсувалася золотою медаллю на Олімпійських іграх у Барселоні. Третій раз Іспанії вдалося дійти до чвертьфіналу чемпіонату світу в 1994 році. Той же результат команда повторила двома роками пізніше на Євро-1996. ЧС-1998 закінчився для Іспанії на груповому етапі.

### 2008–2012. Золото чемпіонатів Європи та світу

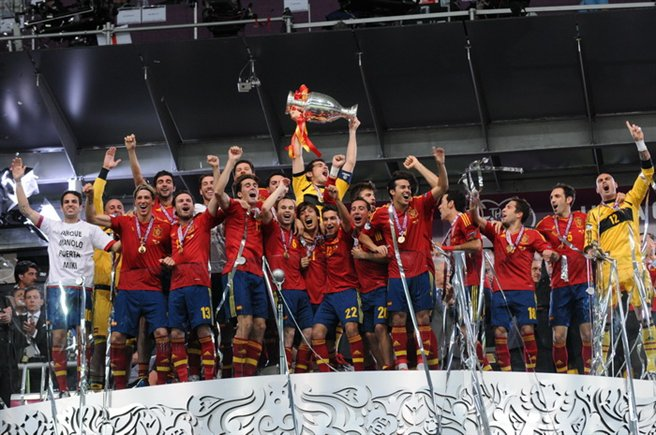
Іспанські гравці святкують перемогу на Євро-2012

Справжнім святом для національної команди Іспанії стала перемога на чемпіонаті Європи 2008 року, коли збірна у фіналі обіграла Німеччину з рахунком 1:0. Це стало знаменною досягненням Іспанії після перемоги 1964. У стартовому матчі групового етапу Чемпіонату світу 2010 року проти збірної Швейцарії іспанці сенсаційно поступилися з рахунком 0:1, хоча протягом усієї гри володіли перевагою, завдавши 23 удари по воротах конфедератів. Швейцарія відправила 8 м'ячів, один з яких Ікер Касільяс змушений був діставати із сітки. Після цієї осічки збірна стала грати краще від матчу до матчу і вперше у своїй історії вийшла в фінал Чемпіонату світу, де з рахунком 1:0 обіграла збірну Нідерландів, ставши чемпіоном світу. Гол на 116-й хвилині забив Андрес Іньєста. Оскільки, Нідерланди володіли Неофіційним чемпіонством на той момент, то іспанці виграли і його, але вже 7 вересня того ж року вони втратили цей трофей у товариському матчі зі збірною Аргентини. 
На Євро-2012 команда Іспанії стала першою командою світу в ранзі чинного чемпіона світу, зуміла захистити й чемпіонський титул у Європі. 1 липня 2012 року в Києві на Олімпійському у фінальному матчі Євро-2012 іспанці перемогли команду Італії, з найбільшим за всю історію фіналів чемпіонатів Європи, рахунком 4-0. Таким чином Іспанія з 2008 року завоювала всі найважливіші футбольні трофеї.

### 2014–2022. Спад
Збірна легко вийшла на чемпіонат світу 2014 року, де потрапила до «групи смерті» B: до фіналістів минулої світової першості голландців, чилійців, з якими зустрічалася також на чемпіонаті світу в ПАР та австралійців. У стартовому матчі групового етапу чемпіонату проти збірної Нідерландів чинні чемпіони світу та Європи були сенсаційно розгромлені з рахунком 5:1, причому 4 голи у ворота іспанців були забиті в другому таймі всього за 27 хвилин. У другому матчі групового етапу проти збірної Чилі іспанці знову зазнали поразки (цього разу з рахунком 0:2) і достроково склали з себе повноваження чемпіонів світу, остаточно втративши всі шанси на вихід до 1/8 фіналу. Іспанія стала першим в історії чемпіоном світу, який на наступному мундіалі програв обидві перші зустрічі. В останньому груповому матчі іспанці розгромили збірну Австралії з рахунком 3:0 та залишили чемпіонат світу, не вийшовши з групи.
На чемпіонаті Європи 2016 року Іспанія перемогла Чехію (1:0) та Туреччину (3:0), але програла Хорватії (1:2) та посіла друге місце у групі. У 1/8 фіналу «червона фурія» програла збірній Італії (0:2) та вибула з турніру. Головний тренер Вісенте дель Боске пішов у відставку та оголосив про завершення тренерської кар'єри.
Новим головним тренером збірної Іспанії був призначений Хулен Лопетегі, який вивів збірну на чемпіонат світу 2018. Однак незадовго до старту турніру стало відомо, що Лопетегі після закінчення чемпіонату стане головним тренером мадридського «Реала», і 13 червня 2018 року, напередодні старту чемпіонату, Лопетегі був звільнений з посади головного тренера збірної. Очолив команду Фернандо Єрро. Збірна Іспанії вийшла з групи B з першого місця, зігравши внічию з Португалією (3:3), обігравши Іран (1:0) та поділивши очки з Марокко (2:2). Суперником іспанців в 1/8 фіналу стала збірна Росії. Основний та додатковий час закінчилися внічию (1:1), а в серії пенальті футболісти збірної Іспанії Коке та Яго Аспас не реалізували одинадцятиметрові удари. В результаті Іспанія програла серію пенальті та вибула з турніру.
8 липня 2018 року Фернандо Єрро подав у відставку. А 9 липня Федерація футболу Іспанії призначила головним тренером збірної Луїса Енріке, з яким було укладено дворічний контракт. 19 червня 2019 року Луїс Енріке пішов зі збірної «з особистих причин», замість нього головним тренером був призначений його помічник Роберт Морено.
Оговтавшись від сімейної трагедії, 19 листопада Луїс Енріке повернувся на посаду головного тренера національної збірної, яка під його керівництвом кваліфікувалася на Євро 2020. Іспанці зіграли внічию зі Швецією (0:0) та Польщею (1:1), а потім розгромили Словаччину (5:0) і вийшли із групи E з другого місця. У 1/8 фіналу іспанці в драматичному матчі у додатковий час обіграли Хорватію (5:3). У чвертьфіналі іспанці обіграли Швейцарію (1:1) після серії пенальті з рахунком 3:1. У півфіналі піренейці програли майбутнім Чемпіонам Європи — збірній Італії (1:1) в серії пенальті з рахунком 4:2, ставши бронзовим призерами турніру.
На чемпіонаті світу 2022 року збірна Іспанії посіла друге місце у групі F, де також грали збірні Японії (1:2), Німеччини (1:1) та Коста-Ріки (7:0). У 1/8 фіналу іспанці сенсаційно поступилися збірній Марокко (0:0, 0:3 за пенальті). Після цього Луїс Енріке подав у відставку.

### 2023 – наші часи
Під керівництвом нового тренера Луїса де ла Фуенте збірна Іспанії взяла участь у фінальній стадії Ліги націй УЄФА 2022/23, куди вона вийшла з першого місця із групи з Португалією, Швейцарією та Чехією. У півфіналі вони обіграли збірну Італії з рахунком 2:1 та вийшли у фінал, у якому їх суперником стала збірна Хорватії. Основний та додатковий час закінчилися з рахунком 0:0, а в серії пенальті іспанці виявилися сильнішими 5:4. У підсумку піренейці завоювали перший трофей вперше за 11 років. Завдяки успіху в Лізі націй збірна Іспанії напряму кваліфікувалася на Чемпіонат Європи 2024.

## Поточний склад
Наступні 26 гравців були оголошені у списку збірної для участі у Євро-2024.
Вік гравців наведено на день початку змагання (14 червня 2024 року), дані про кількість матчів і голів — на 17 травня 2024 року.
| №  | Поз. | Гравець                  | Дата народження (вік)        | Ігри | Голи | Клуб              |
| -- | ---- | ------------------------ | ---------------------------- | ---- | ---- | ----------------- |
| 23 | ВР   | Унаї Сімон               | 11 червня 1997 (28 років)    | 39   | 0    | Атлетік (Більбао) |
| 1  | ВР   | Давід Рая                | 15 вересня 1995 (29 років)   | 4    | 0    | Арсенал (Лондон)  |
| 13 | ВР   | Алекс Реміро             | 24 березня 1995 (30 років)   | 1    | 0    | Реал Сосьєдад     |
|    |      |                          |                              |      |      |                   |
| 22 | ЗХ   | Хесус Навас              | 21 листопада 1985 (39 років) | 51   | 5    | Севілья           |
| 2  | ЗХ   | Данієль Карвахаль        | 11 січня 1992 (33 роки)      | 43   | 0    | Реал Мадрид       |
| 14 | ЗХ   | Емерік Лапорт            | 27 травня 1994 (31 рік)      | 28   | 1    | Ан-Наср (Ер-Ріяд) |
| 4  | ЗХ   | Начо                     | 18 січня 1990 (35 років)     | 24   | 1    | Реал Мадрид       |
| 3  | ЗХ   | Робен Ле Норман          | 11 листопада 1996 (28 років) | 9    | 1    | Реал Сосьєдад     |
| 24 | ЗХ   | Марк Кукурелья           | 22 липня 1998 (27 років)     | 2    | 0    | Челсі             |
| 12 | ЗХ   | Алехандро Грімальдо      | 20 вересня 1995 (29 років)   | 2    | 0    | Баєр 04           |
| 5  | ЗХ   | Даніель Вівіан           | 5 липня 1999 (26 років)      | 1    | 0    | Атлетік (Більбао) |
|    |      |                          |                              |      |      |                   |
| 16 | ПЗ   | Родрі                    | 22 червня 1996 (29 років)    | 49   | 3    | Манчестер Сіті    |
| 8  | ПЗ   | Фабіан Руїс              | 3 квітня 1996 (29 років)     | 22   | 1    | Парі Сен-Жермен   |
| 6  | ПЗ   | Мікель Меріно            | 22 червня 1996 (29 років)    | 20   | 1    | Реал Сосьєдад     |
| 20 | ПЗ   | Педрі                    | 25 листопада 2002 (22 роки)  | 18   | 0    | Барселона         |
| 18 | ПЗ   | Мартін Субіменді         | 2 лютого 1999 (26 років)     | 5    | 0    | Реал Сосьєдад     |
| 15 | ПЗ   | Алекс Баена              | 20 липня 2001 (24 роки)      | 2    | 1    | Вільярреал        |
| 25 | ПЗ   | Фермін Лопес             | 11 травня 2003 (22 роки)     | 0    | 0    | Барселона         |
|    |      |                          |                              |      |      |                   |
| 7  | НП   | Альваро Мората (капітан) | 23 жовтня 1992 (32 роки)     | 71   | 34   | Атлетіко (Мадрид) |
| 11 | НП   | Ферран Торрес            | 29 лютого 2000 (25 років)    | 40   | 18   | Барселона         |
| 10 | НП   | Дані Ольмо               | 7 травня 1998 (27 років)     | 33   | 8    | РБ Лейпциг        |
| 21 | НП   | Мікель Оярсабаль         | 21 квітня 1997 (28 років)    | 28   | 7    | Реал Сосьєдад     |
| 17 | НП   | Ніко Вільямс             | 12 липня 2002 (23 роки)      | 13   | 2    | Атлетік (Більбао) |
| 9  | НП   | Хоселу                   | 27 березня 1990 (35 років)   | 10   | 5    | Реал Мадрид       |
| 19 | НП   | Ламін Ямаль              | 13 липня 2007 (18 років)     | 6    | 2    | Барселона         |
| 26 | НП   | Айосе Перес              | 29 липня 1993 (31 рік)       | 0    | 0    | Реал Бетіс        |

## Виступи на міжнародних турнірах
Господарі       Переможці       Фіналісти       Третє місце       Четверте місце  

### Кубок Світу
| Чемпіонати світу з футболу | Чемпіонати світу з футболу | Чемпіонати світу з футболу | Чемпіонати світу з футболу | Чемпіонати світу з футболу | Чемпіонати світу з футболу | Чемпіонати світу з футболу | Чемпіонати світу з футболу | Чемпіонати світу з футболу |
| Рік                        | Раунд                      | Місце                      | І                          | В                          | Н                          | П                          | М+                         | М-                         |
| -------------------------- | -------------------------- | -------------------------- | -------------------------- | -------------------------- | -------------------------- | -------------------------- | -------------------------- | -------------------------- |
| 1930                       | не брала участі            | не брала участі            | не брала участі            | не брала участі            | не брала участі            | не брала участі            | не брала участі            | не брала участі            |
| 1934                       | 1/4                        | 5                          | 3                          | 1                          | 1                          | 1                          | 4                          | 3                          |
| 1938                       | не допущена                | не допущена                | не допущена                | не допущена                | не допущена                | не допущена                | не допущена                | не допущена                |
| 1950                       | 1/2                        | 4                          | 6                          | 3                          | 1                          | 2                          | 10                         | 12                         |
| 1954                       | не кваліфікувалася         | не кваліфікувалася         | не кваліфікувалася         | не кваліфікувалася         | не кваліфікувалася         | не кваліфікувалася         | не кваліфікувалася         | не кваліфікувалася         |
| 1958                       | не кваліфікувалася         | не кваліфікувалася         | не кваліфікувалася         | не кваліфікувалася         | не кваліфікувалася         | не кваліфікувалася         | не кваліфікувалася         | не кваліфікувалася         |
| 1962                       | груповий етап              | 12                         | 3                          | 1                          | 0                          | 2                          | 2                          | 3                          |
| 1966                       | груповий етап              | 10                         | 3                          | 1                          | 0                          | 2                          | 4                          | 5                          |
| 1970                       | не кваліфікувалася         | не кваліфікувалася         | не кваліфікувалася         | не кваліфікувалася         | не кваліфікувалася         | не кваліфікувалася         | не кваліфікувалася         | не кваліфікувалася         |
| 1974                       | не кваліфікувалася         | не кваліфікувалася         | не кваліфікувалася         | не кваліфікувалася         | не кваліфікувалася         | не кваліфікувалася         | не кваліфікувалася         | не кваліфікувалася         |
| 1978                       | груповий етап              | 10                         | 3                          | 1                          | 1                          | 1                          | 2                          | 2                          |
| 1982                       | раунд 2                    | 12                         | 5                          | 1                          | 2                          | 2                          | 4                          | 5                          |
| 1986                       | 1/4                        | 8                          | 5                          | 3                          | 1                          | 1                          | 11                         | 4                          |
| 1990                       | 1/8                        | 14                         | 4                          | 2                          | 1                          | 1                          | 6                          | 4                          |
| 1994                       | 1/4                        | 6                          | 5                          | 2                          | 2                          | 1                          | 10                         | 6                          |
| 1998                       | груповий етап              | 17                         | 3                          | 1                          | 1                          | 1                          | 8                          | 4                          |
| 2002                       | 1/4                        | 5                          | 5                          | 3                          | 2                          | 0                          | 10                         | 5                          |
| 2006                       | 1/8                        | 9                          | 4                          | 3                          | 0                          | 1                          | 9                          | 4                          |
| 2010                       | чемпіон                    | 1                          | 7                          | 6                          | 0                          | 1                          | 8                          | 2                          |
| 2014                       | груповий етап              | 23                         | 3                          | 1                          | 0                          | 2                          | 4                          | 7                          |
| 2018                       | 1/8                        | 10                         | 4                          | 1                          | 3                          | 0                          | 7                          | 6                          |
| 2022                       | 1/8                        |                            | 4                          | 1                          | 2                          | 1                          | 9                          | 3                          |
| Всього                     | 1 титул                    | 16/22                      | 67                         | 31                         | 17                         | 19                         | 108                        | 75                         |

### Чемпіонати Європи
| Чемпіонати Європи з футболу | Чемпіонати Європи з футболу                        | Чемпіонати Європи з футболу                        | Чемпіонати Європи з футболу                        | Чемпіонати Європи з футболу                        | Чемпіонати Європи з футболу                        | Чемпіонати Європи з футболу                        | Чемпіонати Європи з футболу                        | Чемпіонати Європи з футболу                        |
| Рік                         | Раунд                                              | Місце                                              | І                                                  | В                                                  | Н                                                  | П                                                  | М+                                                 | М-                                                 |
| --------------------------- | -------------------------------------------------- | -------------------------------------------------- | -------------------------------------------------- | -------------------------------------------------- | -------------------------------------------------- | -------------------------------------------------- | -------------------------------------------------- | -------------------------------------------------- |
| 1960                        | знята із змагань. Іспанія відмовилась грати у СРСР | знята із змагань. Іспанія відмовилась грати у СРСР | знята із змагань. Іспанія відмовилась грати у СРСР | знята із змагань. Іспанія відмовилась грати у СРСР | знята із змагань. Іспанія відмовилась грати у СРСР | знята із змагань. Іспанія відмовилась грати у СРСР | знята із змагань. Іспанія відмовилась грати у СРСР | знята із змагань. Іспанія відмовилась грати у СРСР |
| 1964                        | чемпіон                                            | 1                                                  | 2                                                  | 2                                                  | 0                                                  | 0                                                  | 4                                                  | 2                                                  |
| 1968                        | не кваліфікувалась                                 | не кваліфікувалась                                 | не кваліфікувалась                                 | не кваліфікувалась                                 | не кваліфікувалась                                 | не кваліфікувалась                                 | не кваліфікувалась                                 | не кваліфікувалась                                 |
| 1972                        | не кваліфікувалась                                 | не кваліфікувалась                                 | не кваліфікувалась                                 | не кваліфікувалась                                 | не кваліфікувалась                                 | не кваліфікувалась                                 | не кваліфікувалась                                 | не кваліфікувалась                                 |
| 1976                        | не кваліфікувалась                                 | не кваліфікувалась                                 | не кваліфікувалась                                 | не кваліфікувалась                                 | не кваліфікувалась                                 | не кваліфікувалась                                 | не кваліфікувалась                                 | не кваліфікувалась                                 |
| 1980                        | груповий етап                                      | 7                                                  | 3                                                  | 0                                                  | 1                                                  | 2                                                  | 2                                                  | 4                                                  |
| 1984                        | фінал                                              | 2                                                  | 5                                                  | 1                                                  | 3                                                  | 1                                                  | 4                                                  | 5                                                  |
| 1988                        | груповий етап                                      | 6                                                  | 3                                                  | 1                                                  | 0                                                  | 2                                                  | 3                                                  | 5                                                  |
| 1992                        | не кваліфікувалась                                 | не кваліфікувалась                                 | не кваліфікувалась                                 | не кваліфікувалась                                 | не кваліфікувалась                                 | не кваліфікувалась                                 | не кваліфікувалась                                 | не кваліфікувалась                                 |
| 1996                        | 1/4                                                | 6                                                  | 4                                                  | 1                                                  | 3                                                  | 0                                                  | 4                                                  | 3                                                  |
| 2000                        | 1/4                                                | 5                                                  | 4                                                  | 2                                                  | 0                                                  | 2                                                  | 7                                                  | 7                                                  |
| 2004                        | груповий етап                                      | 10                                                 | 3                                                  | 1                                                  | 1                                                  | 1                                                  | 2                                                  | 2                                                  |
| 2008                        | чемпіон                                            | 1                                                  | 6                                                  | 5                                                  | 1                                                  | 0                                                  | 12                                                 | 3                                                  |
| 2012                        | чемпіон                                            | 1                                                  | 6                                                  | 4                                                  | 2                                                  | 0                                                  | 12                                                 | 1                                                  |
| 2016                        | 1/8                                                | 10                                                 | 4                                                  | 2                                                  | 0                                                  | 2                                                  | 5                                                  | 4                                                  |
| 2020                        | 1/2                                                | 3-4                                                | 6                                                  | 2                                                  | 4                                                  | 0                                                  | 13                                                 | 6                                                  |
| 2024                        | чемпіон                                            | 1                                                  | 7                                                  | 7                                                  | 0                                                  | 0                                                  | 15                                                 | 4                                                  |
| Усього                      | 3 титули                                           | 11/15                                              | 46                                                 | 21                                                 | 15                                                 | 10                                                 | 68                                                 | 42                                                 |

### Ліга націй УЄФА
| Ліга націй УЄФА | Ліга націй УЄФА | Ліга націй УЄФА | Ліга націй УЄФА | Ліга націй УЄФА | Ліга націй УЄФА | Ліга націй УЄФА | Ліга націй УЄФА | Ліга націй УЄФА | Ліга націй УЄФА | Ліга націй УЄФА |
| Рік             | Ліга            | Група           | І               | В               | Н               | П               | М+              | М-              | П/П             | Рей             |
| --------------- | --------------- | --------------- | --------------- | --------------- | --------------- | --------------- | --------------- | --------------- | --------------- | --------------- |
| 2018—19         | A               | 4               | 4               | 2               | 0               | 2               | 12              | 7               | ▬               | 7-e             |
| 2020—21         | A               | 4               | 6               | 3               | 2               | 1               | 13              | 3               | ▬               | 2-е             |
| 2022—23         | A               | 2               | 8               | 4               | 3               | 1               | 10              | 6               | ▬               | 1-е             |
| 2024—25         | A               | 4               | 8               | 5               | 3               | 0               | 18              | 9               | ▬               | 2-е             |
| Усього          | Усього          | Усього          | 24              | 13              | 7               | 4               | 51              | 24              |                 |                 |

## Рекордсмени збірної
Станом на 8 червня 2024 року
| №     | Гравець             | М   | Г   | Період    |
| ----- | ------------------- | --- | --- | --------- |
| 1     | Серхіо Рамос        | 180 | 23  | 2005–2021 |
| 2     | Ікер Касільяс       | 167 | -94 | 2000–2016 |
| 3     | Серхіо Бускетс      | 143 | 2   | 2009–2022 |
| 4     | Хаві Ернандес       | 133 | 13  | 2000–2014 |
| 5     | Андрес Іньєста      | 131 | 13  | 2006–2018 |
| 6     | Андоні Субісарретта | 126 | -99 | 1985–1998 |
| 7     | Давід Сільва        | 125 | 35  | 2006–2018 |
| 8     | Хабі Алонсо         | 114 | 16  | 2003–2014 |
| 9-10  | Фернандо Торрес     | 110 | 38  | 2003–2014 |
| 10-10 | Сеск Фабрегас       | 110 | 15  | 2006–2016 |

## Форма
Різновиди форми збірної Іспанії
|         |
| 1920-21 |

|         |
| 1921-22 |

|         |
| 1922-24 |

|         |
| 1924-31 |

|         |
| 1931-36 |

|         |
| 1936-38 |

|         |
| 1938-45 |

|         |
| 1945-47 |

|         |
| 1947-59 |

|         |
| 1959-81 |

|         |
| 1981-83 |

|         |
| 1984-86 |

|         |
| 1986-89 |

|         |
| 1990-91 |

|         |
| 1994-95 |

|         |
| 1996-97 |

|         |
| 1998-99 |

|         |
| 2000-02 |

|         |
| 2002-04 |

|         |
| 2004-06 |

|         |
| 2006-08 |

|         |
| 2008-09 |

|         |
| 2009-10 |

|         |
| 2010-11 |

|         |
| 2011-12 |

|       |
| 2012- |

## Іспанія в рейтингу ФІФА
Статистика Збірної Іспанії з футболу в рейтингу: 
- Найбільше досягнення — 1 місце,  яке Збірна Іспанії посідала з липня 2008 року по липень 2009, з листопада 2009 по квітень 2010, з липня 2010 по серпень 2011, з вересня 2011 по липень 2014 року.
- Найгірший показник — 25 місце стався у березні 1998 року.
- Найбільший стрибок угору — на 16 позицій (з 25 на 9-е місце) стався у квітні 1998 року.
- Найбільше падіння — на 12 позицій (з 11 на 23-е місце) стався в лютому 1998 року.